# Empire russe
Pour les articles homonymes, voir Russie (homonymie).
22 octobre 1721 – 14 septembre 1917
(195 ans, 10 mois et 23 jours)
- L'Empire russe en 1914.
- Territoires perdus avant 1914.
- Sphères d'influence.
- Protectorats de Moldavie et de Valachie (1829-1856).

Entités précédentes :
- Tsarat de Russie
- Suède-Finlande
- Pologne-Lituanie
- Royaume de Kartl-Kakhétie
- Moldavie
- Empire ottoman
- Khanat de Crimée
- Duché de Varsovie
- Khanat de Boukhara
- Khanat de Khiva
- Khanat de Kokand
- Empire chinois (Mandchourie extérieure)

Entités suivantes :
- République russe (1917)
- États-Unis (Alaska) (1867)
- Empire du Japon (Sud de Sakhaline, Port-Arthur) (1905)
- Empire allemand (Ober Ost) (1914)
- Royaume de Pologne (1916)

L'Empire russe, ou empire de Russie (en russe : Российская империя, Rossíjskaja impérija / Rossiïskaïa imperiïa ; en orthographe précédant la réforme de 1917-1918 Россійская имперія), est l'entité politique de la Russie du 22 octobre 1721, date de la proclamation de l'empire sous le règne de Pierre Ier, au 14 septembre 1917, jour de la proclamation de la République russe. Sa capitale est Saint-Pétersbourg.
À la fin du XIXe siècle, la taille de l'Empire est d'environ 21 800 000 kilomètres carrés (presque 1/6 des terres émergées du globe). En plus des territoires de l'actuelle fédération de Russie, la Russie compte alors les provinces baltes, la majeure partie de l'Ukraine, la Biélorussie, une partie de la Pologne, la Moldavie orientale (actuelle Moldavie), le Caucase, le grand-duché de Finlande et une partie importante de l'Asie centrale, sans compter la colonisation russe des Amériques, essentiellement l'Alaska, vendue aux États-Unis en 1867, et la ville fortifiée de Port-Arthur, louée à bail à la Chine en 1894.
En 1914, l'Empire russe se subdivise en 81 gouvernements et 20 oblasts (« régions »). Les vassaux et les protectorats de la Russie comptent le khanat de Boukhara, le khanat de Khiva et, après 1914, Touva. Outre la Russie elle-même, l'Empire comprend le royaume de Pologne (1815-1915), placé sous le patronage de la Russie par le congrès de Vienne, et le grand-duché de Finlande (1809-1917).
Selon le recensement de 1897, l'Empire compte à cette date environ 125,6 millions d'habitants, dont plus de 70 % (93,4 millions) vivent en Russie d'Europe. Plus de cent groupes ethniques différents vivent dans le territoire de l'Empire (les Russes représentant 45 % de la population). L'Empire russe n'est pas un État-nation mais une entité multiethnique intégrant une diversité de peuples en son sein dès ses origines.
L'Empire russe est une autocratie dirigée par un empereur, appelé le plus souvent Gosoudar (« souverain »), ou tsar dans les campagnes. Mais sa dénomination officielle est imperator. Il est issu de la dynastie des Romanov. Le christianisme orthodoxe est la religion officielle de l'Empire, administrée par le souverain par le truchement du Saint-Synode. Les sujets de l'Empire sont séparés en ordres (classes) comme le dvorianstvo (дворянство, la « noblesse »), le clergé, les marchands (répartis en plusieurs guildes), le mechtchanstvo (мещанство, « petits commerçants » ou artisans), les cosaques, et les paysans (libres, d'État, ou de la noblesse).

## Histoire

### Avant l'Empire

#### La Moscovie
L'origine de la Russie se trouve dans la principauté de Kiev, fondée aux environs de 860. Premier État organisé de la région, il est dirigé par la dynastie des Riourikides. La principauté essaye de s'étendre dans les Balkans, mais elle est repoussée systématiquement par l'Empire byzantin et des peuples turcs des steppes. En 988, Vladimir Ier se convertit au christianisme orthodoxe, qui devient religion d'État. À partir du XIIe siècle, la principauté explose avec les héritages et se morcelle en plusieurs petits États. Les Slaves s'étendent au nord-est et fondent plusieurs villes dont Moscou, qui fait partie de la principauté de Vladimir-Souzdal.
Au XIIIe siècle, les Tatars s'attaquent aux principautés russes. Les villes sont détruites et la population réduite en esclavage. Les principautés deviennent des vassales de l'État mongol, la Horde d'or. Seule la république de Novgorod parvient à garder son indépendance, alors que le grand-duché de Lituanie s'étend à l'ouest de Kiev. Dans la seconde moitié du XIIIe siècle, les princes de Moscou commencent à s'étendre en s'alliant régulièrement avec le khan de la Horde d'or et s'émancipent de la tutelle des princes de Vladimir. En 1327, le métropolite transfère sa résidence de Vladimir à Moscou, augmentant considérablement le prestige de la principauté moscovite. Vers 1330, le kremlin de Moscou commence à être bâti.
Les princes de Moscou unifient la Russie en annexant une à une les principautés voisines, mais la tradition de partage du territoire entre les fils fait éclater une guerre civile au XVe siècle. En 1462, Ivan III monte sur le trône de la Moscovie. Il libère définitivement la Moscovie de l'emprise mongole et annexe les principales principautés russes dont la puissante république de Novgorod et la principauté de Tver. En 1493, il prend le titre de « souverain de toute la Russie ». Son fils continue son œuvre en annexant la république de Pskov ainsi que les principautés de Riazan et de Smolensk.

### XVIIIesiècle

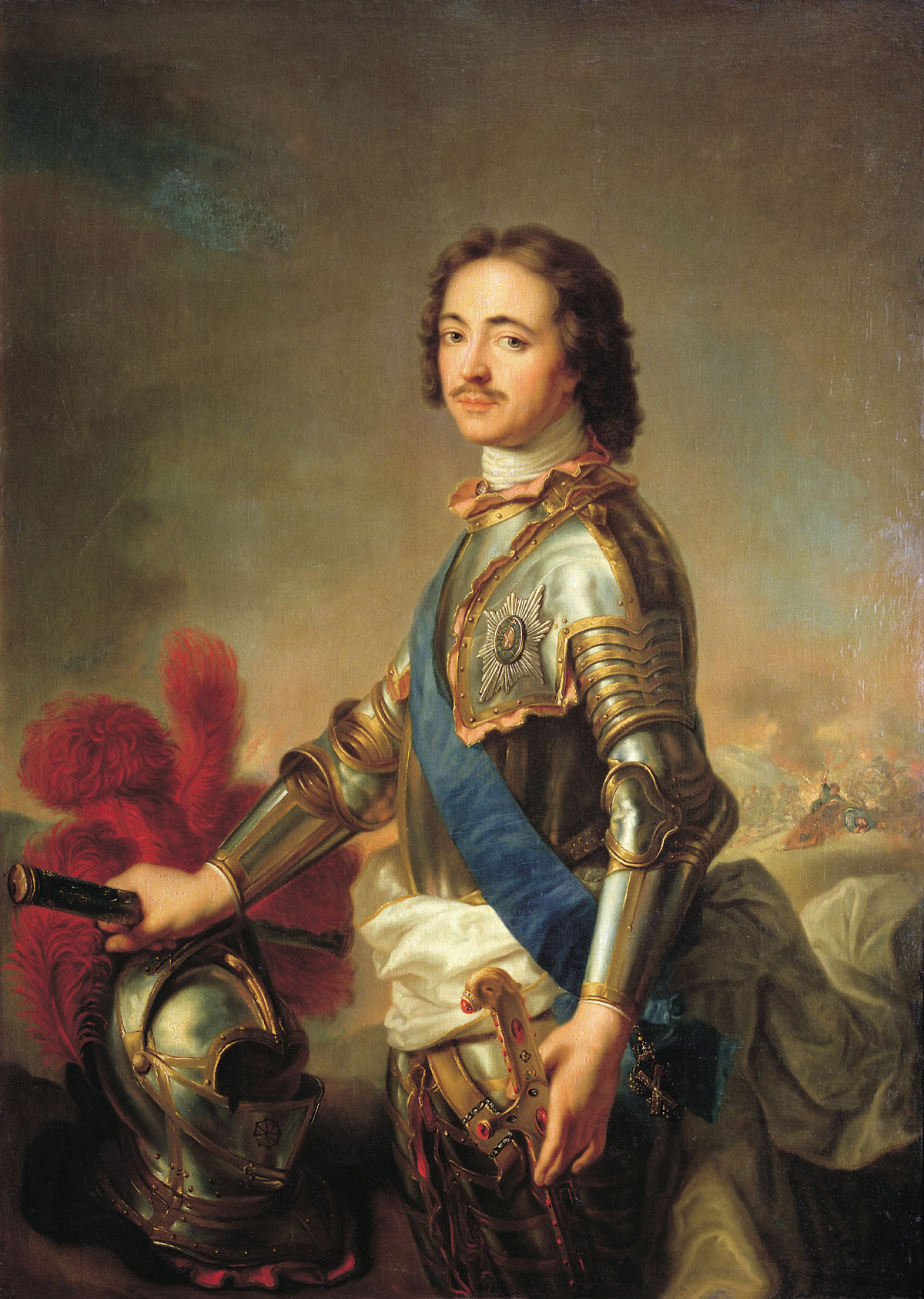
Pierre le Grand

Au cours du XVIIIe siècle, Pierre le Grand (1682-1725), après une longue guerre avec la Suède, obtient un accès à la mer Baltique. Il fait construire Saint-Pétersbourg qui devient à compter de 1712 la nouvelle capitale, symbolisant ainsi l'ouverture du pays vers l'Europe. Une puissante industrie métallurgique, la première d'Occident à l'époque, est édifiée dans l'Oural et permet de soutenir l'effort de guerre. Le 2 novembre 1721, Pierre prend le titre d'« Empereur de toutes les Russies », qui remplaça le traditionnel titre de tsar qui lui était jusque-là accordé. Catherine II de Russie (1762-1796), autocrate éclairée, achève la conquête des steppes situées au bord de la mer Noire après avoir défait l'Empire ottoman et le khanat de Crimée et repousse vers l'ouest les frontières de l'Empire russe grâce au partage de la Pologne. L'actuelle Ukraine et la Russie blanche (Biélorussie) sont désormais entièrement en territoire russe. Durant toute cette période, les cosaques occupent progressivement la Sibérie et atteignent l'océan Pacifique en 1640. Irkoutsk, au bord du lac Baïkal, est fondé en 1633, la région du détroit de Béring et l'Alaska sont explorés dans les années 1740.
Un code édicté en 1649 lie désormais le paysan et ses descendants à la terre et à son propriétaire généralisant le servage, à contre-sens de l'évolution du statut du paysan en Europe occidentale. En contrepartie, les propriétaires terriens sont astreints à servir leur souverain. Catherine II confirme et renforce ces dispositions. Le mécontentement des paysans et d'une classe naissante d'ouvriers, exploités par leurs propriétaires et lourdement taxés par la fiscalité d'un État en pleine croissance déclenchent au XVIIe et XVIIIe siècles de nombreuses révoltes paysannes dont la plus importante, menée par le cosaque Pougatchev, parvient à menacer le trône avant d'être écrasée (1773). L'Église à l'époque joue un rôle essentiel dans la société russe et les monastères sont dotés par les tsars et par les grands boyards d'immenses domaines comprenant terres agricoles, forêts, moulins, mines…
Pierre le Grand puis Catherine II font venir un grand nombre de colons allemands (par exemple les Allemands de la Volga) d'artisans et de savants occidentaux souvent allemands, pour moderniser le pays, édifier des industries et jeter les fondements des établissements d'enseignement et de diffusion du savoir. Les bases de la langue littéraire russe sont définies par Mikhaïl Lomonossov. Les premiers journaux sont publiés à cette époque.
Sous le règne de Catherine II, eut lieu la Guerre russo-turque de 1768-1774, à la suite de laquelle l'Empire russe conquit de vastes terres au sud, notamment les côtes de la mer Noire et de la mer d'Azov, la Fort Sainte-Élisabeth a joué un rôle clé dans cette victoire . Après la liquidation de Sitch zaporogue en 1775, la Nouvelle-Russie a été créée sur les anciennes terres des cosaques ukrainiens, et les villes ont été fondées sur les sites des colonies cosaques : Iekaterinoslav, Elizavetgrad (la garnison de la Fort Sainte-Élisabeth a été dissoute en raison de sa perte d'importance militaire et de l'acquisition des droits de ville), Odesa, Mykolaiv et Herson ,,,.
La noblesse russe s'occidentalise, surtout sous l'influence de la philosophie allemande et de la langue française, parlée par la noblesse, et certains de ses membres s'enthousiasmeront pour les idées des Lumières, et parfois même de la Révolution française.

### Première moitié duXIXesiècle
L'Empire russe joue un rôle décisif durant les guerres napoléoniennes, qui la transforme en puissance européenne de premier plan. Animé comme tous les souverains européens par une hostilité aux idées de la Révolution française, l'empereur participe à deux coalitions contre Napoléon Ier et essuie des défaites coûteuses. Alexandre Ier choisit alors par renversement d'alliance le camp du Premier Empire lors du traité de paix de Tilsitt et l'entrevue des deux empereurs, mais la paix ne dure que cinq ans (1807-1812). Il profite de cette pause pour attaquer la Suède et lui ôter sa province de Finlande, donnant ainsi naissance au grand-duché de Finlande. En 1812, les hostilités reprennent. Lors de la campagne de Russie, la Grande Armée de Napoléon parvient au prix de combats acharnés à s'emparer de Moscou, mais doit en repartir chassée par l'incendie de la ville. Les armées russes harcèlent alors un ennemi décimé par la faim et le froid et, en 1814, elles occupent Paris, avec l'armée prussienne. Alexandre joue un rôle majeur dans la Sainte-Alliance qui entend gérer le destin de l'Europe post-napoléonienne et s'oppose notamment à la reconstitution de l'État polonais. En 1849, son successeur, Nicolas Ier, envoie des troupes en Hongrie pour soutenir l'armée autrichienne, opposée aux révolutionnaires hongrois depuis l'année précédente. Les grandes puissances européennes sont la Russie, l'Autriche et la Prusse. La France est marginalisée et l'Angleterre occupée par ses conquêtes coloniales.

### Expansion de l'Empire vers le sud et l'est

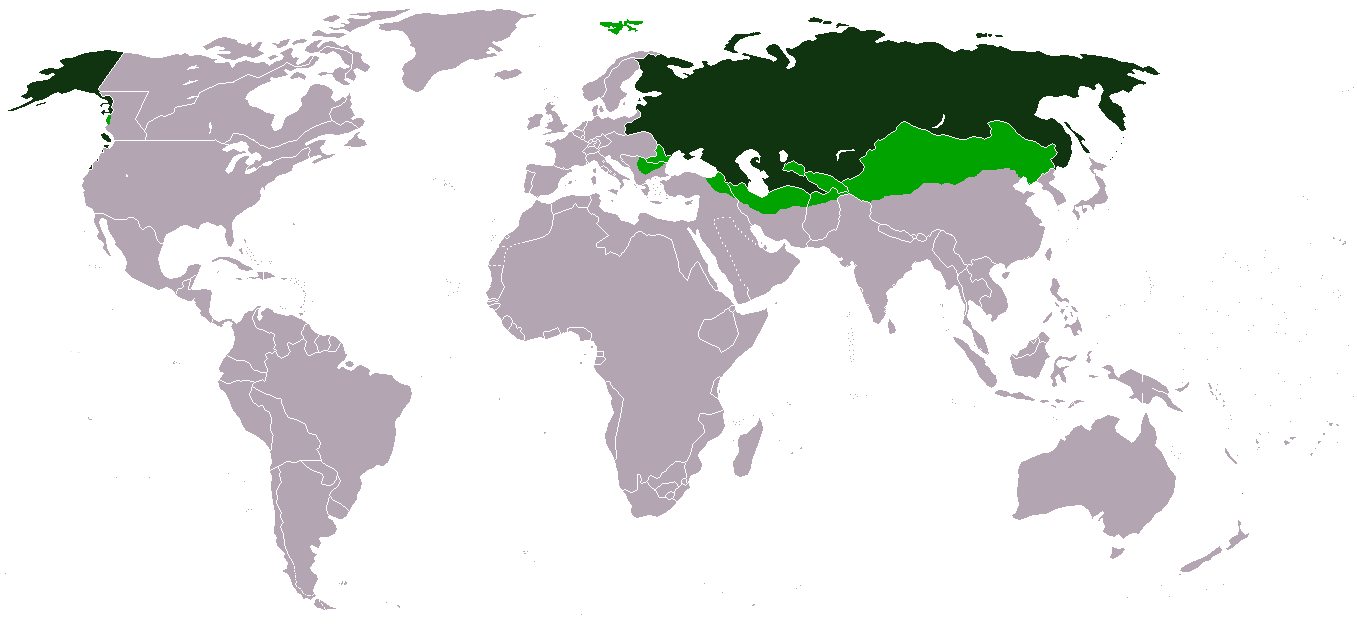
L'Empire russe en 1866 ; en vert clair les territoires sous influence.

L'Empire russe poursuit, sous son règne et celui de ses successeurs, son expansion dans le Caucase et vers les bouches du Danube, au détriment des Empires perse et ottoman. La Géorgie rejoint volontairement l'Empire en 1801. La partie orientale de la principauté de Moldavie (vassale de l'Empire ottoman) est annexée en 1812 et forme le gouvernement de Bessarabie. L'Arménie, le Daghestan et une partie de l'Azerbaïdjan sont annexés en 1813 au terme d'un conflit de quatre ans avec l'Empire perse. Au décès d'Alexandre (1825), des officiers réformistes, les décembristes, se soulèvent en vain pour demander une réforme de la monarchie dans un sens constitutionnel. Cette tentative de soulèvement d'officiers issus de l'aristocratie va servir aussi de modèle à de nombreux intellectuels russes au cours du siècle suivant, inspirés par la philosophie de Hegel ou de Kropotkine. En 1829 l'Empire russe se fait céder par l'Empire ottoman les bouches du Danube, ce qui marque le début du processus d'indépendance des populations chrétiennes de la région. Nicolas Ier bénéficie d'une bonne croissance économique, mais renforce l'appareil répressif. Il écrase violemment un soulèvement armé de la Pologne (1831). Le déclin de l'Empire ottoman, qui attise les convoitises des puissances européennes, est à l'origine d'un conflit entre la Russie et les autres puissances européennes, la Grande-Bretagne en tête, et la France qui revient en scène : la guerre de Crimée. Défait à Sébastopol (1856), Alexandre II, le successeur de Nicolas, doit céder le Sud de la Bessarabie avec les bouches du Danube, et perd les droits de passage entre la mer Noire et la Méditerranée. Un dernier conflit victorieux avec l'Empire ottoman (1878) lui permet de retrouver un accès au Danube et parachève la conquête du Caucase. La Russie obtient aussi la création dans les Balkans d'un royaume de Bulgarie, et la reconnaissance par les Ottomans de l'indépendance de la Serbie et de la Roumanie. Cet accroissement d'influence ravive l'hostilité de la Grande-Bretagne (Le Grand Jeu) et provoque la méfiance de l'Autriche-Hongrie, qui craignait le réveil des Slaves du Sud dans ses territoires, et qui elle-même s'étendait dans les Balkans.
Toujours en quête de plus de territoires, la Russie gagna plus d'un million de kilomètres carrés en obtenant Priamurye (Mandchourie extérieure) de la Chine de la Dynastie Qing, laquelle était dirigée par les Mandchous et était affaiblie par la Révolte des Taiping.
Ceci se fit en 1858 par le Traité d'Aïgoun qui enregistra la cession d’une grande partie de la Mandchourie extérieure à la Russie, et en 1860, par la Convention de Pékin qui entérina la cession du Kraï du Primorié moderne, avec en particulier ce qui deviendra la grande ville portuaire de Vladivostok sur la côte Pacifique, ainsi que les villes de Nakhodka et d'Oussouriisk.
A contrario, peu après, la Russie accepta en 1867 de vendre aux États-Unis pour 11 millions de roubles (7,2 millions de dollars) son dernier territoire en Amérique du nord, l’Alaska, qui devint le 49e État des États-Unis en 1959.
De nombreuses jacqueries contre l'aristocratie terrienne endettée et attachée de ce fait au système du servage, ont lieu durant cette période. L'industrie se développe surtout dans les mines et le textile mais reste très en retrait par rapport au Royaume-Uni et à l'Allemagne (environ 600 000 ouvriers vers 1860). Une nouvelle classe de commerçants et de petits industriels — souvent d'anciens serfs libérés par rachat — apparaît, mais ses effectifs sont relativement peu nombreux.
L'enseignement se répand dans les classes les plus aisées et de nombreuses écoles supérieures sont fondées. La littérature russe connaît son « âge d'or » avec des écrivains majeurs comme Alexandre Pouchkine, Nicolas Gogol ou Ivan Tourgueniev, etc., qui témoignent des tourments de la société russe. Cet essor culturel s'étend également à l'architecture et à la musique (Mikhaïl Glinka).
Au XIXe siècle, l'Empire russe mena une politique brutale de Russification dans les territoires conquis. Cette politique se traduisit non seulement par l'interdiction des langues maternelles de nombreux peuples et l'imposition du russe, mais aussi par l'effacement total de leur identité. Ainsi, les Vepses, peuple autochtone du nord de la Russie, furent presque entièrement assimilés aux groupes de Russie du nord ; il n'en reste aujourd'hui qu'environ 5 000 .

### Tentatives de réforme
Alexandre II tente de tirer les leçons de la défaite de la guerre de Crimée. Le pays, qui s'étend désormais sur 22,5 millions de km2 et compte 60 millions d'habitants, est handicapé par son fonctionnement archaïque. Des réformes structurelles sont mises en train par l'empereur : la mesure la plus importante est l'abolition du servage en 1861 qui inclut l'attribution à l'ancien serf d'une terre, souvent trop petite pour le nourrir, au prix d'un endettement à long terme vis-à-vis de l'État. Des conseils locaux — les zemstvos — sont créés à compter de 1864 : dotés de pouvoir leur permettant de gérer les affaires locales et de construire routes, écoles et hôpitaux, ils peuvent lever des impôts pour les financer. Ce type de structure est étendu par la suite aux villes (douma urbaine). Enfin le code juridique introduit les procédures d'accusation et de défense et crée une justice indépendante du pouvoir jusqu'à l'échelon du district. Les réformes vont cependant attiser la violence de groupes d'intellectuels nihilistes. Alexandre II finit par être assassiné par le groupe terroriste Narodnaïa Volia en mars 1881.
Sous son règne, l'Empire a poursuivi son expansion coloniale en Asie centrale : après l'annexion des terres des kazakhs achevée en 1847, les trois khanats du territoire ouzbek (Kokand, Boukhara et Khiva) sont conquis au cours des trois décennies suivantes puis annexés ou placés sous protectorat (1876). Cette avancée place les limites de l'Empire russe aux portes de l'Empire britannique aux Indes qui poursuivait aussi son expansion à l'est plus au sud. La tension (Grand Jeu) entre les deux pays va rester très vive jusqu'à ce qu'un accord soit trouvé en 1907 (convention anglo-russe). La Pologne se soulève sans succès en 1863. Au sud-est, l'Empire tire profit en 1876 de l'insurrection des Serbes de Bosnie, qui se termine par une attaque contre l'Empire ottoman. Ce conflit inquiète cependant les investisseurs car la Turquie, malgré sa défaite, refuse de signer le protocole élaboré à Londres par les grandes puissances : en un mois, l'emprunt public français de référence perd quatre points, l'italien six points et le russe dix points.

### Industrialisation

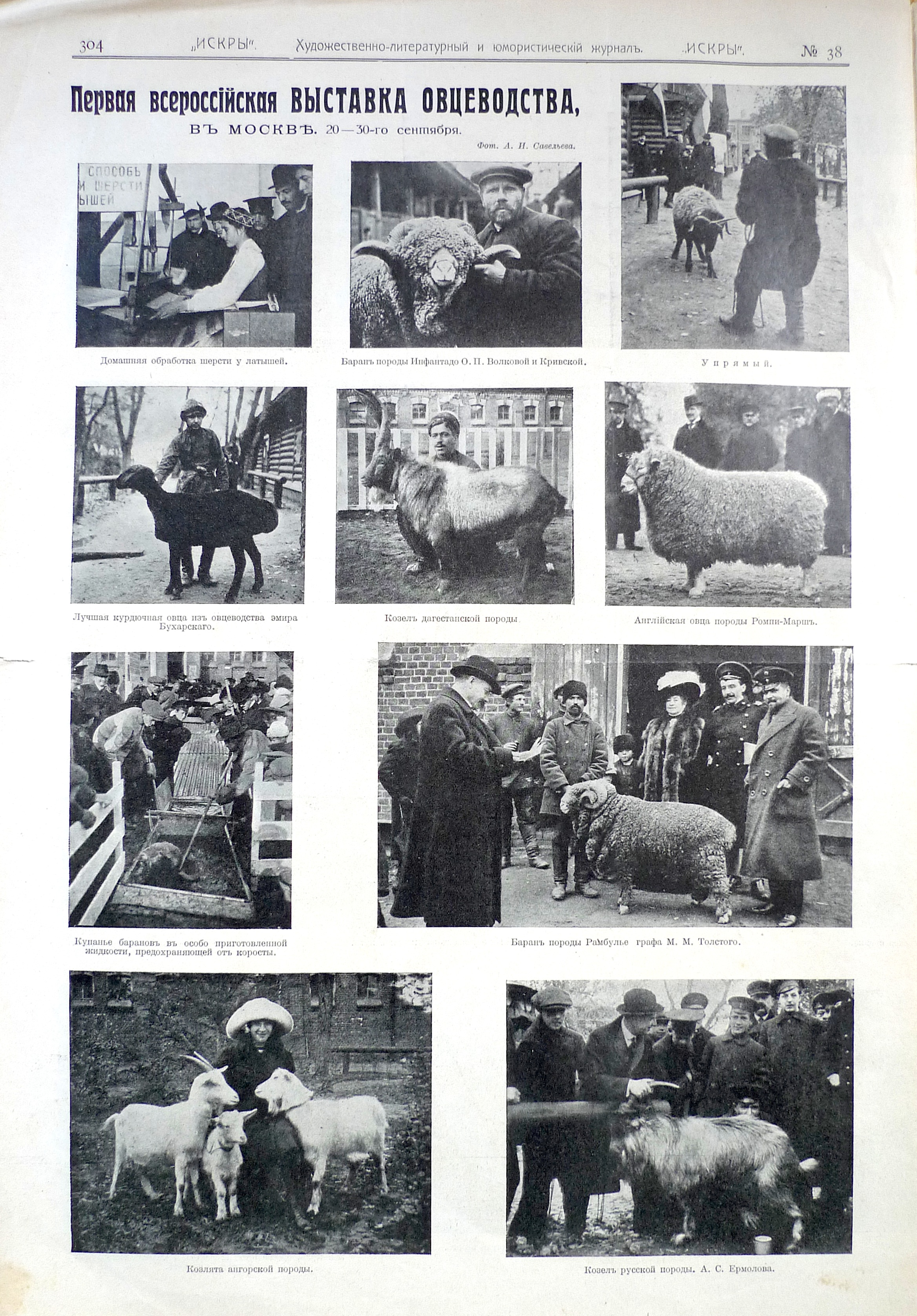
Exposition de bétail en 1912 : l'amorce d'une modernisation de l'agriculture. Page du journal Iskra, 30 septembre 1912.

Alexandre III, qui monte sur le trône au printemps 1881, mène une politique de contre-réformes. Les dispositions autoritaires sont maintenues, voire renforcées : les partis politiques et les syndicats sont interdits, le droit de circulation est limité, la presse est censurée. Sur le plan économique l'industrie se développe rapidement grâce, entre autres, aux investissements étrangers et à la construction d'un réseau ferroviaire qui atteint 30 000 km en 1890. De nouvelles régions s'industrialisent (Ukraine) tandis que certaines renforcent leur caractère industriel comme la région de Saint-Pétersbourg et surtout celle de Moscou. Mais la main-d'œuvre abondante dégagée par l'abolition du servage et la croissance démographique ne trouve pas entièrement à s'employer dans l'industrie (3 millions d'ouvriers en 1913). De nombreux paysans viennent coloniser les terres vierges de l'Empire situées dans le Sud et l'Est (vallée inférieure de la Volga, Oural, Sibérie) de l'Empire. Le Transsibérien, dont un premier tronçon est réalisé entre 1891 et 1901 pour désenclaver les immenses territoires de la Sibérie, facilite cette migration, tandis que parallèlement à l'alliance franco-russe le financement de l'industrialisation se fait principalement par les emprunts russes venus surtout de France.
L'agriculture a toujours un poids écrasant : en 1897 la Russie compte 97 millions de paysans pour une population totale de 127[réf. nécessaire] millions d'habitants. Ceux-ci ne possèdent généralement pas les terres qu'ils cultivent (25 % seront propriétaires en 1914). Le pourcentage de terres détenues par la noblesse est passé de 96,3 % en 1867 à un peu plus de 55 % en 1906, il existait encore 159 domaines de plus de 50 000 dessiatines à cette date.
Le taux d'alphabétisation est très faible et la mortalité infantile est élevée (environ 180 pour 1 000). L'excédent démographique est absorbé par les villes dont le nombre croît rapidement : à la veille de la Première Guerre mondiale, la population citadine dépasse les 25 millions d'habitants. La Russie continue d'accroître son aire d'influence : en Chine et en Corée elle se heurte aux intérêts japonais. La guerre russo-japonaise qui s'ensuit se termine par une défaite complète (1905 à la bataille de Tsushima) : la modernisation du Japon a été sous-estimée et l'éloignement du champ de bataille a créé d'énormes contraintes logistiques.
Voici les budgets russe et japonais en 1903/1904, avant l'entrée en guerre, établis en francs français au cours de 2 fr. 67 pour le rouble et de 2 fr. 55 pour le yen :
| Recettes ordinaires (millions de francs) | Recettes ordinaires (millions de francs) | Recettes ordinaires (millions de francs) | Dépenses ordinaires (millions de francs) | Dépenses ordinaires (millions de francs) | Dépenses ordinaires (millions de francs) |
|                                          | Russie                                   | Japon                                    |                                          | Russie                                   | Japon                                    |
| ---------------------------------------- | ---------------------------------------- | ---------------------------------------- | ---------------------------------------- | ---------------------------------------- | ---------------------------------------- |
| Contributions directes                   | 360                                      | 156                                      | Maison impériale (liste civile)          | 43                                       | 8                                        |
| Contributions indirectes                 | 1 124                                    | 247                                      | Affaires étrangères                      | 16                                       | 5                                        |
| Droits et taxes                          | 277                                      | 35                                       | Intérieur                                | 307                                      | 28                                       |
| Droits régaliens                         | 3 073                                    | 135                                      | Finances                                 | 993                                      | 48                                       |
| Divers                                   | 451                                      | 18                                       | Dette publique                           | 772                                      | 107                                      |
| Total                                    | 5 285                                    | 591                                      | Armée                                    | 964                                      | 97                                       |
| Extraordinaires                          | 531                                      | 51                                       | Marine                                   | 304                                      | 56                                       |
| Total général                            | 5 816                                    | 642                                      | Justice                                  | 136                                      | 28                                       |
|                                          |                                          |                                          | Instruction publique                     | 117                                      | 13                                       |
|                                          |                                          |                                          | Agriculture et commerce                  | 133                                      | 8                                        |
|                                          |                                          |                                          | Communications                           | 1 263                                    | 56                                       |
|                                          |                                          |                                          | Divers                                   | 202                                      |                                          |
|                                          |                                          |                                          | Total                                    | 5 250                                    | 454                                      |
|                                          |                                          |                                          | Extraordinaires                          | 566                                      | 168                                      |
|                                          |                                          |                                          | Total général                            | 5 816                                    | 622                                      |

### La révolution de 1905
Cette guerre déclenche le premier soulèvement généralisé de la population russe contre le régime. La révolution de 1905, urbaine à l'origine, est aussi un mouvement paysan qui touche essentiellement la région des terres noires et des côtes de la Baltique. La loyauté des forces armées va sauver le régime. Nicolas II, qui est monté sur le trône en 1894, est obligé de donner des gages d'ouverture. Une assemblée, la Douma d'État de l'Empire russe, élue est dotée de pouvoirs législatifs. Mais les élections de deux doumas successives donnent une large majorité à l'opposition. La loi électorale est alors modifiée pour obtenir une chambre des députés favorable au pouvoir.

### Première Guerre mondiale et révolution russe

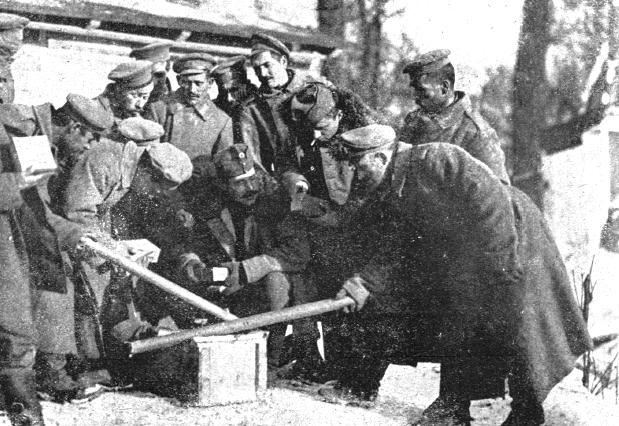
Scène de fraternisation entre soldats russes et austro-hongrois pendant le cessez-le-feu, 1917-1918.

La Russie entre en guerre contre l'Empire allemand et l'Empire austro-hongrois dès août 1914 pour venir en aide à la Serbie, son alliée ; et aussi parce qu'elle fait partie de la Triple-Entente. L'Empire russe déclenche sur le front de l'Est une offensive en Pologne orientale mais est sévèrement battue. Les troupes russes doivent abandonner la Pologne, puis une grande partie des pays baltes, qui sont occupés durant les trois années qui vont suivre.
Début 1917 éclate la révolution de Février, une série de mouvements sociaux, suscités par le poids de la guerre sur l'économie, les pertes sur un front réduit à une stratégie défensive, l'instabilité des dirigeants et la défiance vis-à-vis du tsar. Le refus des troupes de réprimer les manifestations et la lassitude des classes dirigeantes obligent l'empereur Nicolas II à abdiquer.
Un gouvernement provisoire est alors constitué, présidé successivement par le prince Gueorgui Lvov et par Alexandre Kerensky, qui finit par proclamer la République russe le 14 septembre 1917. Tout en esquissant des réformes, celui-ci tente malgré tout de respecter les engagements de la Russie vis-à-vis de ses alliés en poursuivant une guerre très impopulaire.
L'impopularité de cette dernière mesure est exploitée par les bolcheviks qui, le 25 octobre 1917 (7 novembre dans le calendrier grégorien), renversent le gouvernement à Pétrograd par les armes au cours de la révolution d'Octobre. Le Conseil des commissaires du peuple dirigeant la nouvelle République socialiste fédérative soviétique de Russie, mènera les négociations de paix séparée avec les Allemands jusqu'à la signature du traité de Brest-Litovsk, le 3 mars 1918.
L'empire russe disparaît remplacé officiellement par une république. Elle connait une période d'instabilité majeure avec une guerre civile entre partisans du Tsar et bolcheviks (1917-1922) avant l'instauration de l'Union des Républiques Soviétiques Socialistes basée sur l'idéologie fédérative du communisme. Instituée par Lénine, puis dirigée et consolidée par ses successeurs Staline, Ktroutchev, Brejnev, Gorbatchev, elle va perdurer jusqu'en 1991 date de son son effondrement et de l'empire soviétique qu'elle avait reconstitué autour d'elle notamment après la Seconde Guerre Mondiale.

## Société

### Groupes ethniques de l'Empire

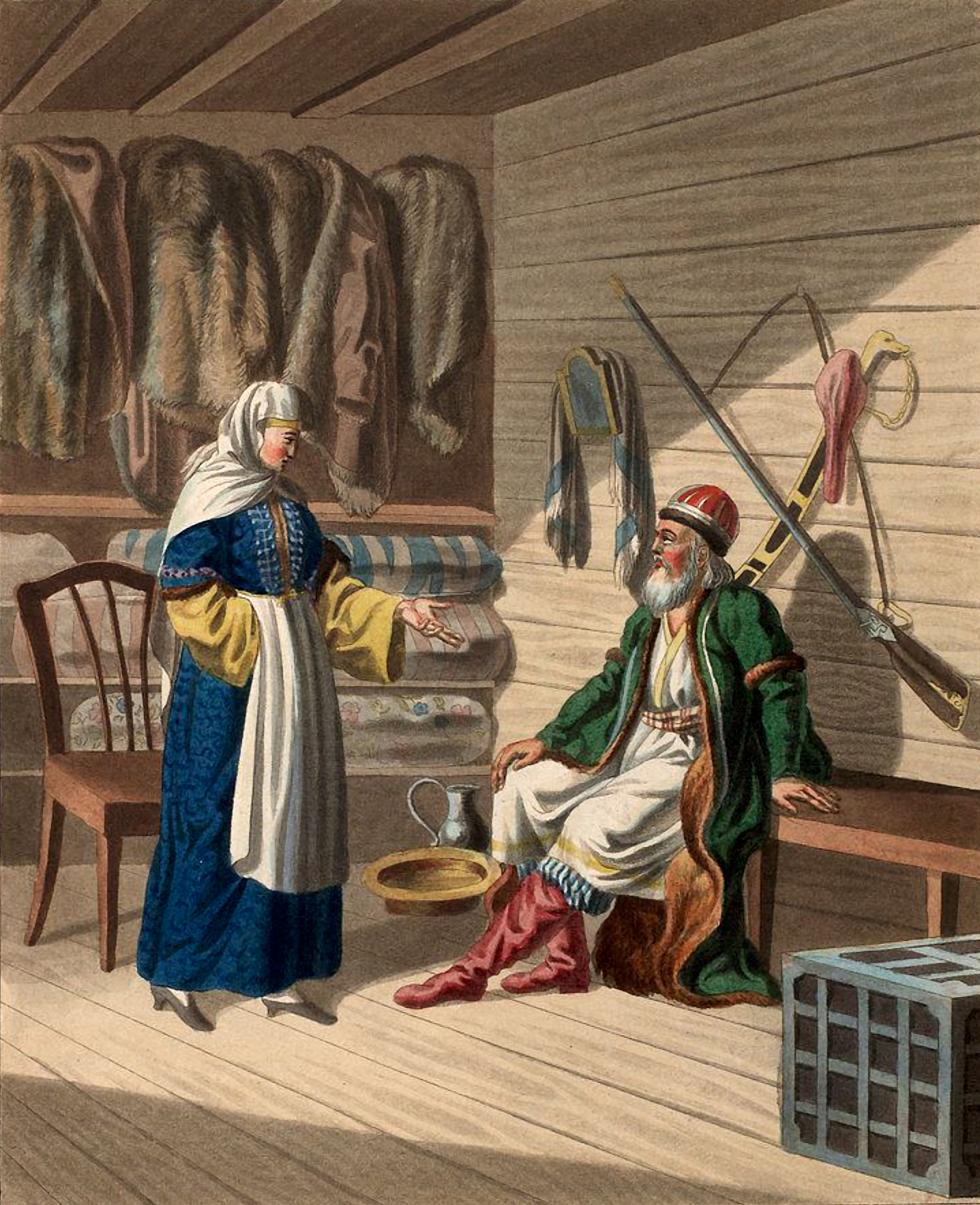
Cosaques du Terek, image de l'album Les peuples de la Russie par Emelian Korneïev, 1812.

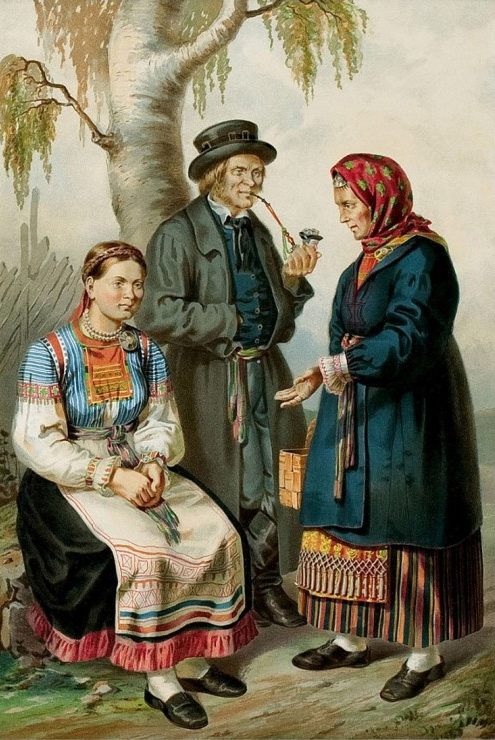
Paysans d'Ingrie, gravure de Gustav-Teodor Pauli, 1862.

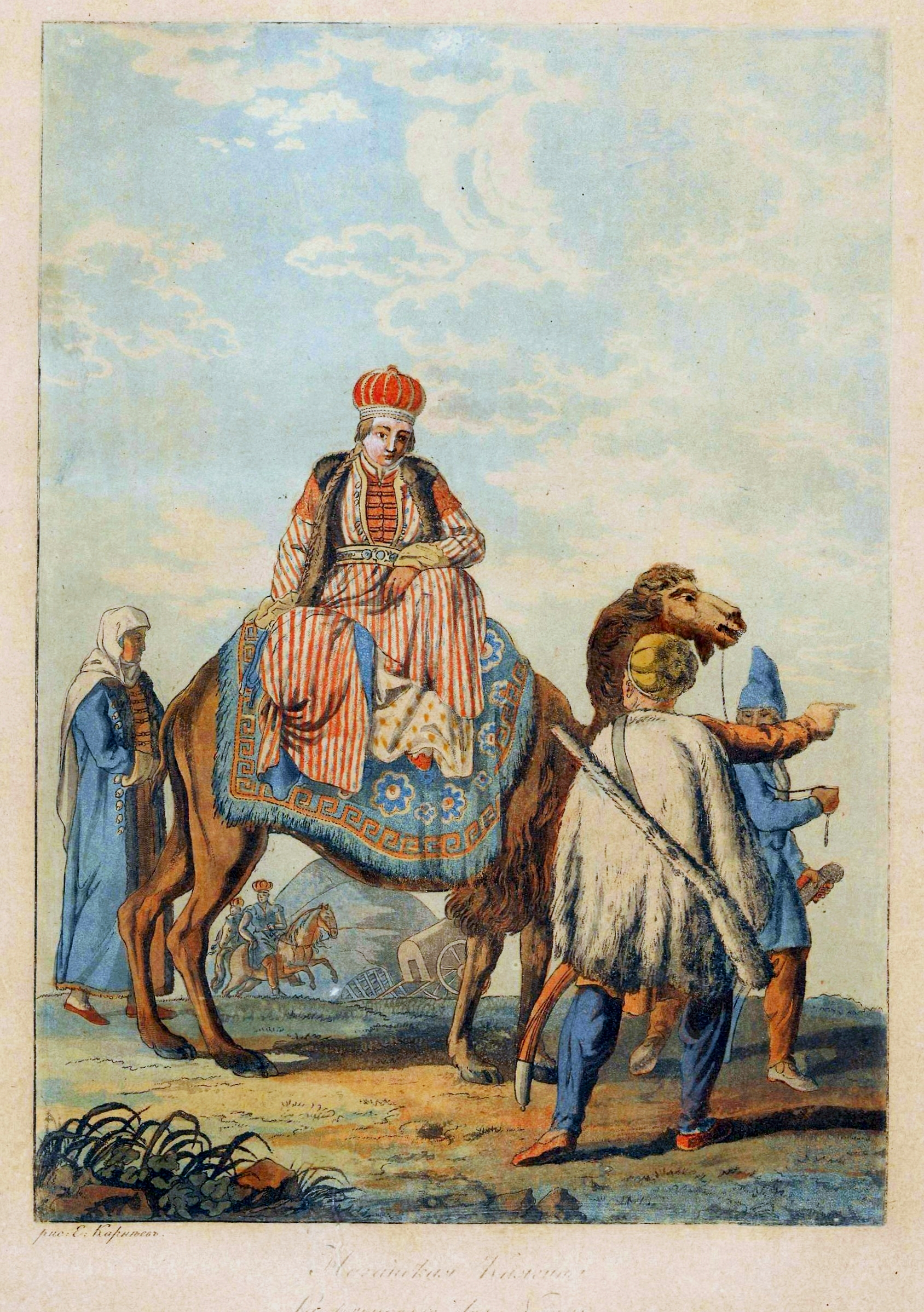
Princesse nogaï, image de l'album Les peuples de la Russie par Emelian Korneïev, 1812.

Si l'Empire russe est multi-ethnique, il est dominé par les Slaves orientaux eux-mêmes divisés en trois sous-groupes : les Grands-Russiens (aujourd'hui nommés « Russes »), les Petits-Russiens (aujourd'hui nommés « Ukrainiens ») et les Blanc-Russiens (aujourd'hui nommés « Biélorusses »). Les Polonais sont les seuls Slaves occidentaux de l'Empire. Les Russes comptent à eux seuls la moitié de la population de la partie européenne de l'Empire. C'est autour de leur territoire initial, la grande-principauté de Moscou, que la Russie s'est étendue, colonisant les territoires de l'Empire conquis au fil des ans et assimilant une partie des populations locales. Les Cosaques vivant entre le Don et l'Oural sont comptés comme Grand-Russiens, alors que ceux entre la mer d'Azov et le Caucase sont Petits-Russiens.
Si la nation russe occupe l'intérieur de l'Empire, ses frontières sont composées de peuples d'origine étrangère, hormis le long des rivages orientaux des mers Blanche et Noire. Plus d'un tiers des habitants de l'Empire sont des non-slaves, eux-mêmes fragmentés en dizaines de peuples ayant chacun son histoire, sa langue, ses traditions. Ils parlent des langues turques, finnoises, baltes, romanes, caucasiennes, iraniennes, mongoles ou toungouses et peuvent être chrétiens orthodoxes, protestants, catholiques ou starovères, musulmans, bouddhistes ou chamanistes. Une grande minorité étaient des juifs qui parlaient le yiddish. Trop divisés pour s'unir, la majorité n'ont pas de revendication d'indépendance, mais certains, à l'ouest, cultivent la nostalgie de leur indépendance perdue (cas des Polonais), souhaitent davantage d'autonomie (Finlandais, Baltes), préfèreraient réunifier leur pays (Moldaves) ou bien, au contraire, se sentent protégés par l'Empire russe face à l'expansionnisme germanique (Biélorusses, Ukrainiens).
Certaines ethnies de l'Empire pouvaient parfois avoir un statut spécial : par la charte du gouvernement des indigènes de juillet 1822 (Уложение об Управлении Инородцами, Ulozhenije ob Upravlenii Inorodtsami), chaque peuple autochtone (de Sibérie, du Caucase, d'Asie centrale) conservait son droit propre dans les domaines de la vie quotidienne (famille, droit foncier, pêche, chasse, etc.) et les juges traditionnels rendaient la justice, sauf pour les crimes graves qui devaient eux être portés devant les tribunaux d'État. En outre, selon qu'ils étaient nomades ou sédentaires, chaque peuple se voyait accorder des droits correspondant à son mode de vie, notamment des droits exclusifs sur ses terres et une autonomie dans l'élection de ses propres autorités locales. Les compétences en matière administrative, militaire et fiscale étaient du ressort des autorités de l'Empire. Mais ce n'était pas le cas de toutes les ethnies, et certaines se virent rogner leurs droits au point de tous les perdre : par exemple, les Moldaves furent, juste après leur annexion en 1812, gouvernés par un prince moldave, Scarlat Sturdza (ro), mais il est destitué au bout d’un an, remplacé par des gouverneurs russes et l'autonomie locale est abolie en 1828. Une politique de russification se met en place : en 1829, l'usage de la langue locale est interdit dans l'administration au profit du russe. En 1833, le « moldave » est interdit dans les églises et, en 1842, dans les établissements d’enseignement secondaire, puis dans les écoles primaires en 1860. Enfin, en 1871, la langue locale est purement et simplement interdite dans toute la sphère publique par le même oukaze impérial qui érige leur territoire en « gouvernement ».
En dehors des Slaves, les Finnois et les Tatars sont les deux principaux peuples qui émergent de l'Empire russe. Les Finnois sont les plus anciens occupants de l'espace géographique qu'occupe la Russie. Ils sont dispersés dans l'Empire, de la Finlande à la Sibérie, en passant par la Russie d'Europe (Vepses), l'Oural ou encore les rives de la Volga. Protestants et longtemps sujets suédois, les Finlandais et les Estoniens sont les seuls qui échappent à la lente russification des Finnois. Au fil du temps, les autres peuples finnois ont été fragmentés, de sorte qu'ils ne sont plus en mesure de jouer un rôle politique dans l'Empire.
« Tatars » (souvent improprement rendu par « Tartares » à l'époque) est le nom donné aux tribus turco-mongoles qui déferlèrent au XIIIe siècle sur l'actuel territoire de la Russie. Par la suite, le nom est aussi attribué aux différents peuples turcs présents en Russie. Après avoir longtemps été les suzerains des principautés russes, les chefs tatars, passés du chamanisme à l'islam, refusèrent d'en devenir les sujets et se replièrent, au fil des conquêtes russes, vers l'est (autour de Kazan) ou vers le sud sous protection ottomane. Mais à partir du XVIIIe siècle, l'Empire russe les y rattrapa, et au début du XXe siècle les Tatars ne sont plus, sur leurs anciennes terres, que des îlots minoritaires. En revanche, les peuples turcs sont en majorité dans les provinces russes de l'Asie, au Turkestan où l'on trouve les Kirghizes (terme qui à l'époque inclut aussi les Kazakhs), les Turkmènes ou les Ouzbeks.

### Classes

#### Hiérarchie sociale
Dans la Russie impériale, il n'y avait initialement que quatre grandes classes dont les deux premières s'européaniseront sous l'impulsion successive de Pierre Ier le Grand et Catherine II la Grande ; ce sont :
- les boyards, aristocrates qui exercent le métier des armes, pourvoient les offices publics et possèdent la plus grande partie des terres ;
- les bourgeois des villes, mais aussi commerçants et artisans des campagnes ou itinérants, que Catherine II organise en corporations ;
- les prêtres et moines de l'Église orthodoxe russe, qui assure la cohésion religieuse, et qui pour la plupart se plieront aux réformes de Pierre Ier le Grand, les réfractaires donnant les nombreuses sectes starovères ;
- les paysans, divisés entre «odnodvortsy» (alleutiers), hommes libres possesseurs des terres de leur village et la travaillant eux-mêmes en commun selon le système du « mir »[32] mais devant le service militaire au Tzar[33], et serfs appartenant aux boyards ou aux monastères, exemptés de service militaire mais soumis à de lourdes corvées et assignés à résidence dans leurs villages ; avec le temps et les donations successives des Tzars à leurs fidèles boyards ou aux monastères, le nombre des premiers diminue et celui des seconds augmente au point qu'au XVIIIe siècle les quatre cinquièmes des paysans sont asservis.

Le drapeau national de l'Empire russe à usage privé qui contient le drapeau national de la Russie et l'étendard impérial de l'empereur russe.

Si ces classes existent légalement, elles n'ont ni unité ni cohésion interne : rivalités, complots, guerres civiles, révoltes et répressions ne cessent d'ensanglanter l'histoire du pays. On trouve par ailleurs des différences entre les pays nouvellement conquis (qui sont parfois autorisés, du moins pour un temps, à garder leur organisation antérieure) et ceux plus anciennement annexés par la couronne russe. En 1914, quatre entités gardaient encore leur organisation antérieure à leur conquête : la Pologne russe, la Finlande, et les deux khanats ouzbeks de Khiva et de Boukhara. Il existe aussi des populations hors-classes comme les tribus nomades de chasseurs et d'éleveurs de rennes de Sibérie, ou encore les Roms, pour certains bateleurs, bûcherons, charrons, chaudronniers, chiffonniers, ferronniers, fossoyeurs, selliers ou tanneurs libres et nomades, pour d'autres serviteurs attachés à tel ou tel boyard, monastère, régiment (Khaladitika Rôma) ou groupe ethnique (Tataritika Rôma) selon des systèmes complexes de servitude personnelle.

#### Noblesse
La noblesse russe ne ressemble pas à ses équivalents occidentaux. Elle a d'abord la particularité de n'être qu'un instrument du pouvoir central, ensuite, elle a constamment été renouvelée, empêchant ainsi la création d'un esprit de caste entre ses membres. Il y a deux noblesses dans l'Empire russe : la noblesse personnelle et la noblesse héréditaire. La première est créée avec l'arrivée de la bureaucratie occidentale dans les institutions russes. Elle est donnée aux petits employés d'État, qui ne bénéficient pas de plus de privilèges que la classe bourgeoise embryonnaire[pas clair]. La noblesse héréditaire est au contraire celle de la grande noblesse russe. De Pierre le Grand jusqu'à Alexandre Ier, celle-ci est ouverte à tout officier de l'armée ou tout employé civil. Ces modalités augmentent fortement le nombre de nobles, mais créé une noblesse sans éducation. À partir de 1822, le niveau des grades militaires ou civils requis pour prétendre à la noblesse, augmente progressivement, jusqu'à Alexandre III qui supprime l'anoblissement par le grade. La noblesse ne s'acquière désormais plus que par gratification ou comme récompense de mérites particuliers.

## Institutions

### L'administration centrale
Les institutions administratives de la Russie avant l'avènement de Pierre Ier le Grand sont rudimentaires. Elle est dirigée par des voïvodes, des sortes d'intendants du tsar qui possèdent tous les pouvoirs civils et militaires. Pierre le Grand souhaite moderniser l'État en s'inspirant de l'Occident et en faisant table rase du passé. Au sommet de l'administration existe deux grands corps d'État : le Sénat dirigeant et le Conseil de l'empire. Le premier, le plus ancien, est créé par Pierre le Grand avec comme mission de contrôler l'administration. Au XIXe siècle, il perd ses attributions au détriment du second pour ne devenir qu'une sorte de cour de cassation. Les sénateurs reçoivent parfois la mission de réaliser des enquêtes administratives dans les provinces. Le Conseil de l'Empire est créé par Alexandre Ier avec comme mission de rédiger les lois, d'examiner le budget et de recevoir les comptes rendus des ministres. Néanmoins, il ne donne qu'un avis et la décision suprême reste au tsar qui a la liberté de ne pas tenir compte des conseils. Ses membres sont nommés par l'empereur. Avec le temps, sa mission principale sera d'enregistrer les décrets.
Les ministres apparaissent en Russie à la même période que le Conseil de l'Empire pour remplacer les collèges, eux-mêmes créés par Pierre le Grand pour succéder aux prikazes. Les ministères sont divisés en départements, indépendants les uns des autres. Les ministres sont assistés d'un conseil, qui peut passer des années sans se réunir et d'un ou deux adjoints qui souvent lui succèdent. La peur de voir les ministres monter en puissance et devenir des autocrates dans leur domaine, fait que le souverain confie progressivement les places de ministres à des favoris et des fidèles plutôt qu'aux personnes compétentes. Les ministres se réunissent par moments pour se concerter, mais il n'y a aucun lien, ni aucune cohésion entre les différents ministres. Il existe officiellement un comité des ministres, mais les ministres ne sont pas les seuls à y siéger et on y trouve des personnalités comme le Contrôleur de l'Empire, le procureur du Saint-Synode, des chefs de la chancellerie, les présidents de sections du Conseil de l'Empire et même le directeur des haras. Le président lui-même, n'est pas ministre et est nommé par l'empereur. Les ministres sont en fait cantonnés dans un rôle de secrétaire de l'empereur et dont la mission principale est de présenter des rapports au monarque.

### L'administration locale
En deçà des représentants du pouvoir impérial il y avait localement plusieurs types de représentation électorales ayant un pouvoir local :
- l'assemblée des paysans en Mir. Elle n'a d'abord qu'un rôle économique, qui se dédouble après 1861 d'un rôle administratif très important. Le mir est un système villageois semblable aux landsgemeinde suisses[38]. Chaque famille envoie un délégué, généralement le chef de famille, à l'Assemblée[39]. Celle-ci se réunit librement en public pour débattre des problèmes et élire les fonctionnaires[40]. On y décide également du partage des terres ;
- l'assemblée de Volost. C'est un système de démocratie représentative. Elle comprend tous les fonctionnaires élus d'un bailliage, ainsi que les délégués choisis par les villageois[40]. L'assemblée doit compter au minimum un représentant par hameau. Parmi ses tâches, elle doit élire les fonctionnaires supérieurs, désigner les représentants de la paysannerie aux assemblées de district (où se réunissent des membres de toutes les classes)[40]. Elle a également le pouvoir de prendre des décisions sur l'entreprise de travaux utiles à toutes les communautés représentées, comme la construction de chemins ou d'écoles. Pour les financer, l'assemblée a le droit de voter des taxes locales[40] ;
- les zemstvos parmi 34 gouvernements de Russie ;
- les doumas municipales.

### Les assemblées municipales

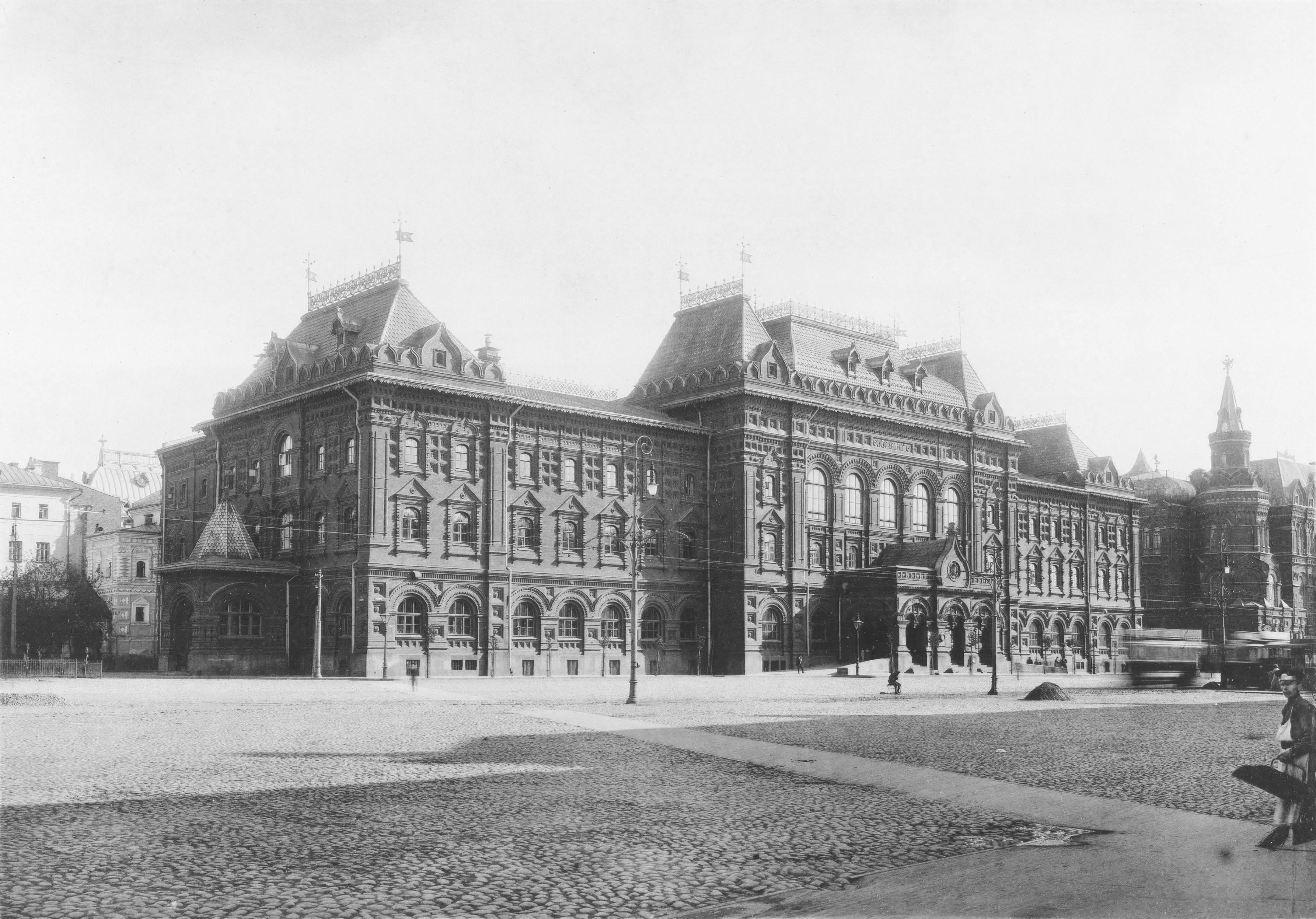
La douma municipale de Moscou.

Depuis 1870 les parties européennes de la Russie avaient des institutions semblables aux zemstvos, elles reposaient sur un système censitaire. Le rôle était hiérarchisé en fonction de la somme payée puis divisé en trois collèges de taille inégales qui élisaient un maire et un conseil municipal. Celui-ci dépendait du gouverneur ; le système fut étendu à des villes sibériennes en 1894 et d'autre au Caucase en 1895.

### Le système judiciaire
Le système judiciaire fut beaucoup modifié par les réformes de Catherine II en 1775. Chaque classe élisait et était jugée par ses propres autorités judiciaires, ses propres magistrats (à l'exception des tribunaux inférieurs, nommés par les gouverneurs). Ainsi, les propriétaires terriens étaient jugés par les tribunaux supérieurs « zemstvo » dans les gouvernements, et par les tribunaux de districts dans les districts. Les paysans d'État étaient jugés par les tribunaux supérieurs « rasprava » dans les gouvernements et par les tribunaux inférieurs dans les districts. La réforme de 1775 institua un nouveau tribunal, appelé le « sovetsny », dont le but était de réconcilier pacifiquement les parties en litige.
Alexandre II modifia à nouveau le système judiciaire au XIXe siècle en s'inspirant des modèles anglais et français existants. Il introduisit notamment l'indépendance complète des tribunaux, la séparation des fonctions judiciaires et administratives, la publicité des procès et l'introduction d'un système de jury.
La nouvelle organisation judiciaire règle aussi les rapports entre le droit écrit et le droit coutumier devant les tribunaux. Les juges doivent tenir compte des coutumes mais en cas de conflit entre le droit écrit et le droit coutumier, c'est normalement la loi écrite qui prime. En revanche, l'application du droit coutumier est autorisée en cas d'absence d'une loi écrite, dans les affaires où la valeur litigieuse est peu importante, et dans certains domaines spécifiques (héritages, ordre de succession).
Institué en 1711, le Sénat était la Cour suprême de l'Empire. Il était constitué de neuf départements, chacun ayant compétence dans un domaine déterminé. Le Sénat devait notamment :
- Surveiller l'exécution des lois (et il pouvait pour cela demander des comptes de leur gestion à tous les fonctionnaires de l'État, y compris aux ministres)[43] ;
- Faire des rapports à l'Empereur en cas de torts ou de négligence créés par les agents d'application de la loi, et rendre des jugements en la matière, si nécessaire[43] ;
- Juger en appel, en dernier ressort, toutes les affaires civiles et criminelles (en tant que haute cour de justice)[44] ;
- Contrôler les arrêts des cours inférieures[44].

## Territoires
La Russie était divisée en :

Divisions administratives de l'Empire russe en 1914.

- 81 gouvernements. Ils auront jusqu'au XIXe siècle une large autonomie[45] ;
- 20 oblasts, qui sont en général les régions les plus proches mais aussi les régions où vivent les cosaques, pour celle du Don la dépendance se faisait directement à travers le ministre de la Guerre ;
- un okroug, Sakhaline.

Il y avait aussi les États vassaux et les protectorats comme l'émirat de Boukhara et les khanats de Kokand, Khiva et Touva. Certaines grandes villes avaient des pouvoirs spéciaux, certaines avaient leurs gouverneurs généraux à partir de 1906 comme à Varsovie, Vilnius, Kiev, Moscou, ou Riga, mais aussi en Finlande. D'autres villes avaient de plus leur système administratif propre et les chefs de la police avaient les prérogatives de gouverneurs (Saint-Pétersbourg, Moscou, Odessa, Sébastopol, Rostov).
Les gouverneurs généraux avaient des pouvoirs étendus qui allaient, en plus du civil, jusqu'au commandement des troupes stationnées sur le territoire.

## Démographie

### Démographie en 1897 et peuples de l'Empire
D'après le recensement de 1897, la population totale répartie selon les langues parlées était de 122 666 000 habitants. L'Empire russe était au XIXe siècle, l'État le plus peuplé du monde occidental, devant les États-Unis et l'Allemagne. D'après les chiffres du recensement de 1897 concernant les nationalités de l'Empire, la population se montait à 122 666 000 habitants dont :
| Nationalités           | %     |
| ---------------------- | ----- |
| Russes                 | 44,32 |
| Ukrainiens             | 17,81 |
| Peuples turcophones    | 10,82 |
| Polonais               | 6,71  |
| Juifs                  | 4,03  |
| Finnois                | 2,78  |
| Lituaniens et Lettons  | 2,46  |
| Allemands              | 1,46  |
| Montagnards du Caucase | 1,34  |
| Géorgiens              | 1,07  |
| Arméniens              | 0,93  |
| Iraniens               | 0,62  |
| Mongols                | 0,28  |
| Divers                 | 0,73  |

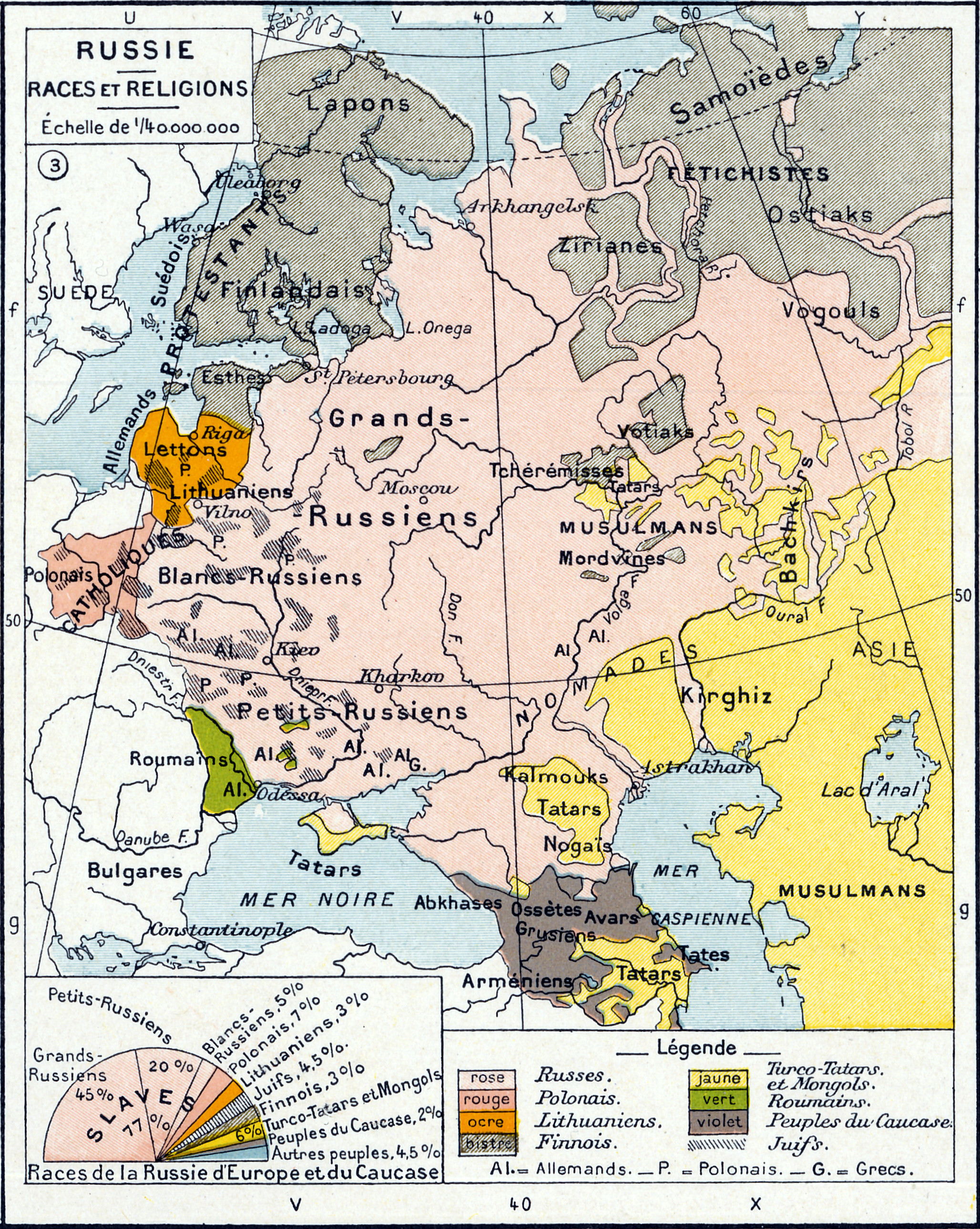
Carte ethnique de la Russie européenne avant la Première Guerre mondiale.

Multi-ethnique, l'Empire comprend des centaines de langues et de religions différentes, et intègre les différents peuples en son sein au fil de son expansion, ce qui fait qu'il est une union de peuples et non un État-nation.

### Démographie en 1913
La population augmente rapidement durant cette période et elle est estimée à 175 millions en 1914.
Le taux de natalité est alors de 45,5 ‰ et le taux de mortalité de 29,4 ‰.
La population urbaine a augmenté de 70 % entre 1897 et 1913 et représente alors 18 % de la population totale.
Moscou et Saint-Pétersbourg ont 2 millions d'habitants, Kiev a 500 000 habitants, Kharkov et Bakou 300 000 et une vingtaine de villes dépassent les 100 000 habitants.

## Économie

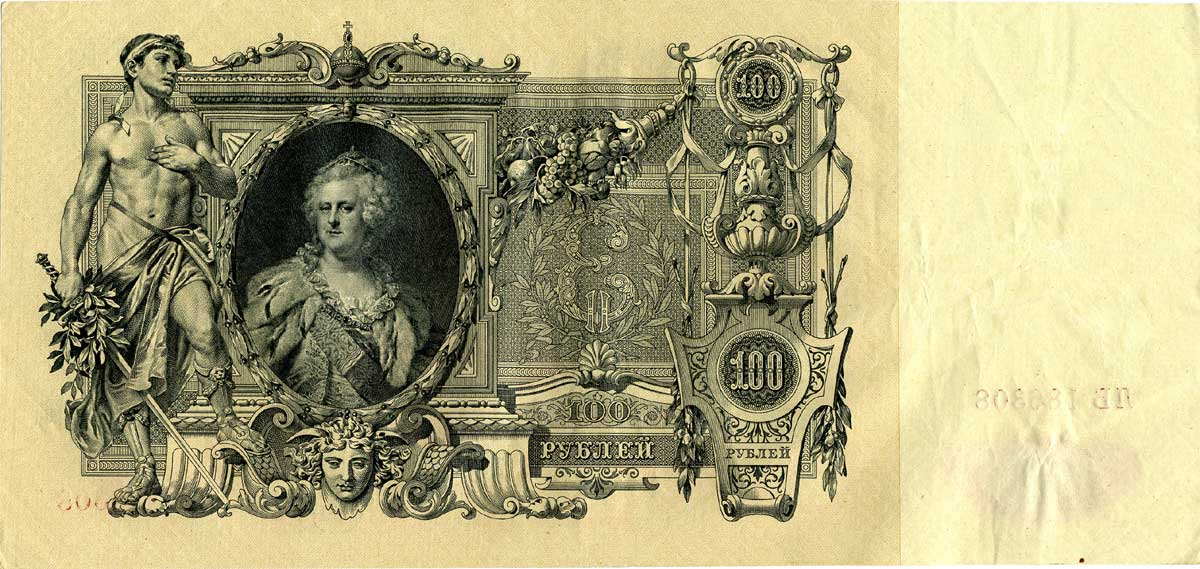
Billet de 100 roubles imprimé en 1910).

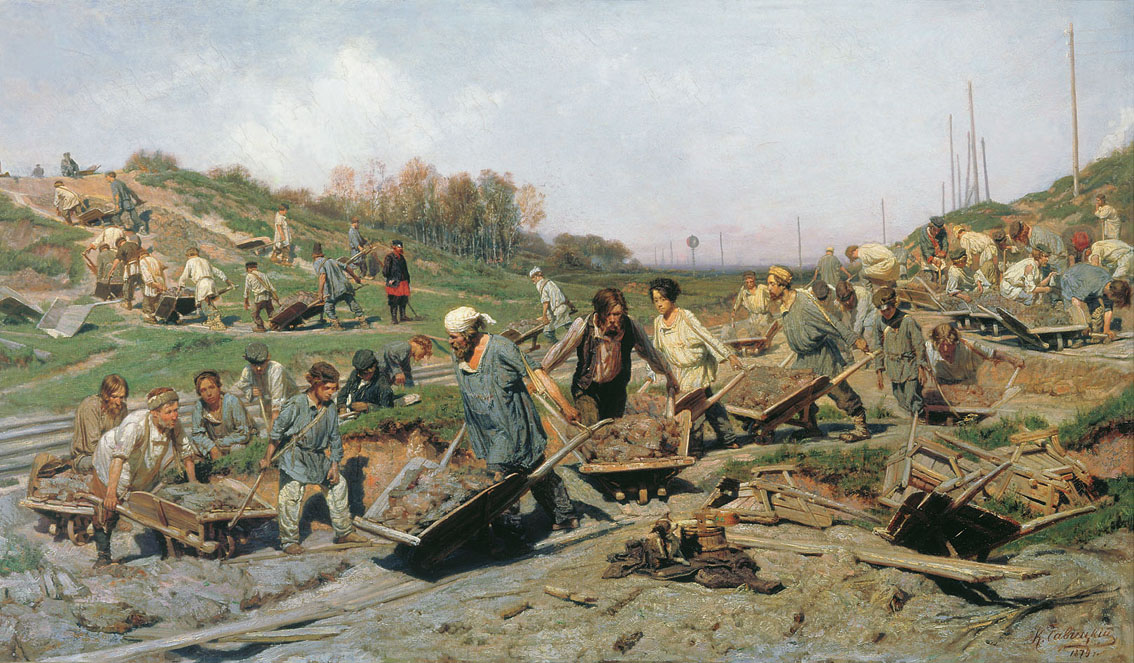
Travaux de réparation sur une ligne de chemin de fer, peinture de Konstantin Savitsky exécutée en 1874.

Du fait de réformes tardives (le servage n'est aboli qu'en 1861), la révolution industrielle démarre tardivement en Russie. Son développement économique est toutefois été relativement rapide à partir des années 1880. Ainsi, en 1913, l'Empire russe est déjà la troisième économie mondiale, après les États-Unis et l'Empire allemand. S'agissant du PIB à parité de pouvoir d'achat, elle est à égalité avec ce dernier avec, en 1913, un PIB (PPA) de 237 milliards de dollars internationaux soit 8,8 % du PIB mondial pour l'Allemagne et 232 milliards de dollars internationaux soit 8,6 % pour la Russie. Elle vient également recouvrer son indépendance financière à l’égard de l’Europe de l’Ouest : en 1914, le capital russe contrôle 51 % de l’économie nationale contre 35 % en 1905.
Le gouvernement tire les capitaux nécessaires au développement de l'impôt qui frappe essentiellement les paysans.
Le capital français entre dans 80 % des emprunts d'États à l'étranger, et dans plus de 30 % des investissements privés.
Pour la décennie des années 1890, Richard Pipes rapporte que « la productivité industrielle russe s’est accrue de 126 %, le double du taux de croissance allemand et le triple de celui des États-Unis ».
La production de minerai de fer est multipliée par cinq entre 1890 et 1913 (9,2 millions de tonnes en 1913), celle de charbon par huit (29,1 millions de tonnes en 1913), celle d'acier par cinq (4,2 millions de tonnes en 1913).
La densité du réseau ferré double entre 1892 et 1903, le Transsibérien construit à cette époque étant l'exemple le plus fameux de ce développement. On compte 18 000 locomotives en 1913 transportant dix millions de tonnes de marchandises par an. Les pertes provoquées par la guerre font qu'en janvier 1918, on ne compte plus que sept à huit mille locomotives pour un transport de trois millions de tonnes de marchandises.
Au début du XXe siècle, à la suite des réformes du ministre des Finances Serge Witte, la quantité de monnaie fiduciaire en circulation dans l'Empire est équivalente au montant des réserves en or, ce qui fait que l'inflation est très faible et que le rouble devient l'une des monnaies les plus prisées à l'échelle mondiale.
La classe ouvrière, qui compte trois millions de personnes à temps plein en 1917 et trois millions de saisonniers, baisse à 1,5 million en 1920 à la suite de la guerre civile russe.

## Emblèmes

### Blason
|  | Blasonnement : Le blason de la Russie était l'aigle bicéphale chargé en son cœur de l'écusson de la Moscovie, saint Georges terrassant le dragon. |

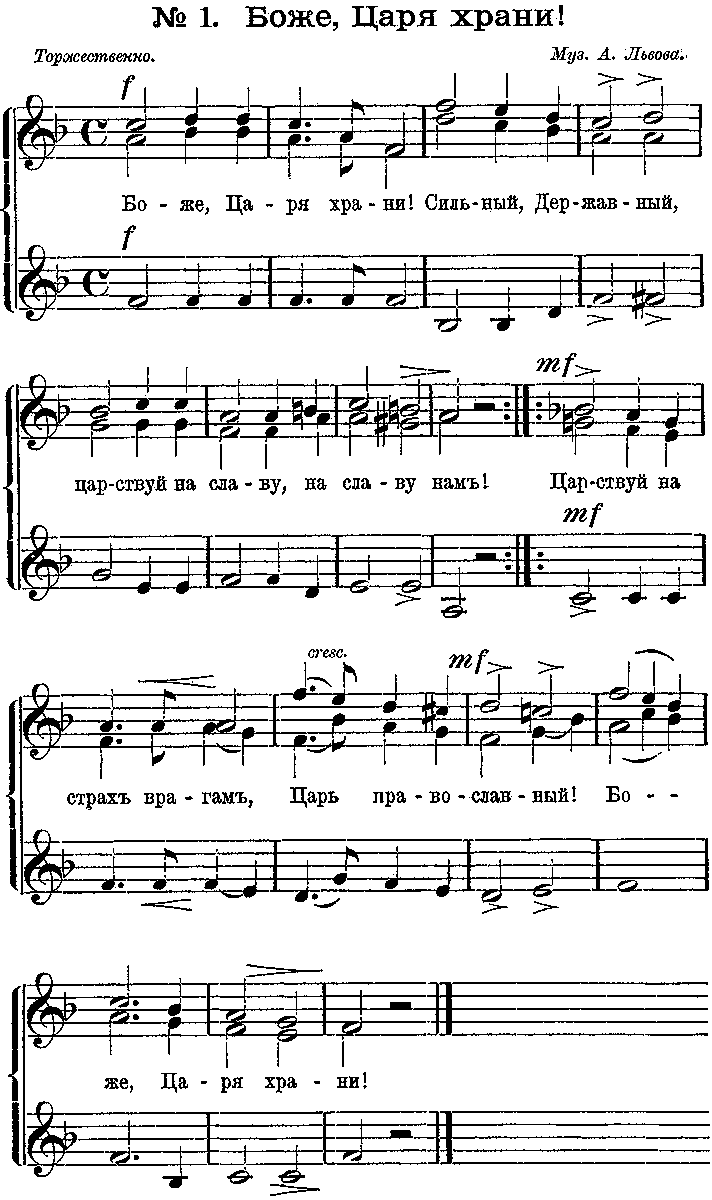
Boje, Tsaria khrani!

### Drapeaux
Symboliquement les trois bandes sont interprétées comme le tsar (blanc), le ciel (bleu) et le peuple (rouge). Le drapeau de l'actuelle fédération de Russie reprend celui de l'Empire russe.

### Hymnes
Son hymne national, de 1833 à 1917, était « Dieu, garde le tsar » (en russe : Боже, Царя храни, Boje, Tsaria khrani). Les paroles sont de Vassily Joukovsky, la musique d'Alexeï Lvov.